# Kelberg
Kelberg é um município da Alemanha localizado no distrito de Vulkaneifel, estado da Renânia-Palatinado.
É membro e sede do Verbandsgemeinde de Kelberg.

## Ligações externas

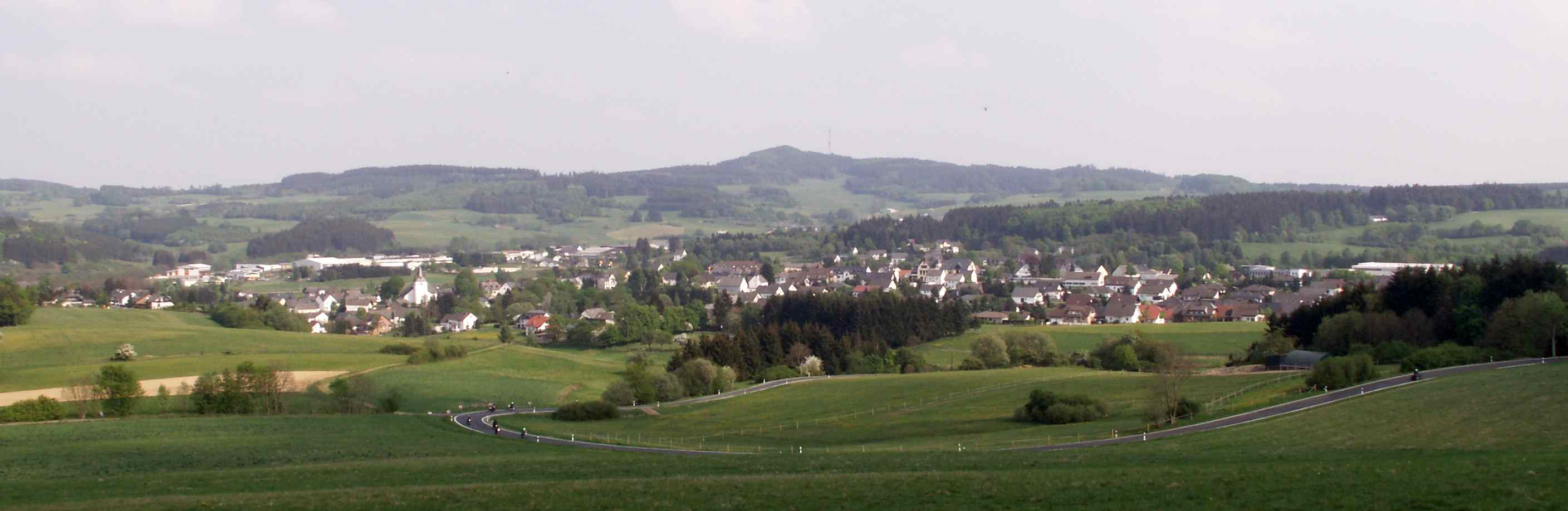
Panorama de Kelberg